# Lagrasse
Lagrasse é uma comuna francesa na região administrativa de Occitânia, no departamento de Aude. Estende-se por uma área de 32,2 km². Em 2010 a comuna tinha 553 habitantes (densidade: 17,2 hab./km²).
Pertence à rede das As mais belas aldeias de França.